# Synanthedon serica
Synanthedon serica is een vlinder uit de familie wespvlinders (Sesiidae), onderfamilie Sesiinae.
Synanthedon serica is voor het eerst wetenschappelijk beschreven door Alpheraky in 1882. De soort komt voor in het Palearctisch gebied.